# Агафодор (Лазарев)
Игумен Агафодор (Лазарев) (1872—1963), в схиме Стефан, в миру — Иосиф Васильевич Лазарев — насельник Свято-Троицкой Сергиевой Лавры, известен тем, что постригал в 1927 в мантию будущего патриарха Московского всея Руси Пимена

## Биография
Родился в 1872 году. В Сергиеву Лавру прибыл из астраханских краев. В 1899 году поступил в скит Параклит, где принял в 1902 году монашеский постриг с именем Агафодор.
В 1903 году был рукоположён в иеродиакона. В 1912 году был рукоположён в иеромонаха. С 1916 по 1928 годы был духовником пустыни Параклит Троице-Сергиевой Лавры. Он был духовником и постригальным отцом Святейшего Патриарха Пимена, во время своего пребывания в скиту Параклит в 1920-х годах.
После закрытия пустыни Параклит нес служение на приходе. 11 февраля 1930 года в селе Подолец Юрьев-Польского района отец Агафодор был арестован, после чего приговорён к трем годам лишения свободы.
В 1955 году после обращения к Патриарху Алексию I был принят в число братии Троице-Сергиевой Лавры. Схиигумен был помощником старшего лаврского духовника архимандрита Петра (Семеновых). Агафодора постригли в Троицкой обители в схиму с именем Стефан в праздник Благовещения Пресвятой Богородицы в 1960 году.
Умер 17 апреля 1963 года. После кончины схиигумена Стефана в Журнале Московской Патриархии был напечатан некролог.